# Henri de Lorraine-Chaligny
Pour les articles homonymes, voir Henri de Lorraine.
Henri de Lorraine, né à Nancy le 31 juillet 1570, mort à Vienne le 26 novembre 1600, fut comte de Chaligny et marquis de Moy. Il était fils de Nicolas de Lorraine, duc de Mercœur, et de Catherine de Lorraine-Aumale.

## Biographie
Il fait ses premières armes dans l'armée de Charles III, duc de Lorraine et combat en 1590 avec la Ligue pour tenter de forcer Henri IV à lever le siège de Paris. Il soutient ensuite militairement Charles de Guise, duc de Mayenne, mais sa troupe est anéantie le 17 février 1592 et, à sa grande honte, il est fait prisonnier par le bouffon d'Henri IV, Chicot.
Libéré, il tente plusieurs actions de soutien envers son frère Philippe-Emmanuel de Lorraine, duc de Mercœur, mais sans succès. Après la soumission de ce dernier, il l'accompagne en Hongrie et le seconde dans la lutte contre les Turcs.

## Mariage et enfants
Il épousa le 19 septembre 1585 Claude de Moy (1572 † 1627), marquise de Moy, et eut :
- Charles (1592 † 1631), comte de Chaligny, puis évêque de Verdun de 1611 à 1623
- Louise de Lorraine-Chaligny (1595 † 1667), dame de Busigny, mariée en 1608 à Florent (1588 † 1622), « prince de Ligne », marquis de Roubaix
- Henry de Lorraine (1596 † 10 juin 1672) comte de Chaligny, et marquis de Moy
- François de Lorraine (1599 † 1671), évêque de Verdun de 1623 à 1661, puis comte de Chaligny

## Sources
- Georges Poull, La Maison ducale de Lorraine, Nancy, Presses universitaires de Nancy, 1991, 575 p. [détail de l’édition] (ISBN 2-86480-517-0)